# Torneo de Queen's Club 2017
El AEGON Championships 2017 fue un torneo de tenis del ATP Tour 2017. El torneo tuvo lugar en la ciudad de Londres (Reino Unido), desde el 19 de junio hasta el 25 de junio, de 2017. El torneo es un evento correspondiente al ATP World Tour 500.

## Distribución de puntos
| Modalidad            | Campeón | Finalista | Semifinales | Cuartos de final | 2.ª ronda | 1.ª ronda | Clasificados | 2.ª ronda de clasificación | 1.ª ronda de clasificación |
| Individual masculino | 500     | 330       | 200         | 100              | 50        | 0         | 25           | 13                         | 0                          |
| Dobles masculino     | 500     | 300       | 180         | 90               | –         | –         | 45           | 25                         | 0                          |

## Cabezas de serie

### Individual masculino
| Tenista            | Ranking | Preclasificado |
| Andy Murray        | 1       | 1              |
| Stan Wawrinka      | 3       | 2              |
| Milos Raonic       | 6       | 3              |
| Marin Čilić        | 7       | 4              |
| Jo-Wilfried Tsonga | 11      | 5              |
| Grigor Dimitrov    | 12      | 6              |
| Tomáš Berdych      | 14      | 7              |
| Jack Sock          | 18      | 8              |
| Nick Kyrgios       | 20      | 9              |

- Ranking del 12 de junio de 2017

### Dobles masculino
| Tenista                             | Ranking | Preclasificado |
| Henri Kontinen John Peers           | 3       | 1              |
| Pierre-Hugues Herbert Nicolas Mahut | 8       | 2              |
| Jamie Murray Bruno Soares           | 13      | 3              |
| Bob Bryan Mike Bryan                | 16      | 4              |

## Campeones

### Individual masculino
Feliciano López venció a  Marin Čilić por 4-6, 7-6(2), 7-6(8)

### Dobles masculino
Jamie Murray /  Bruno Soares vencieron a  Julien Benneteau /  Édouard Roger-Vasselin por 6-2, 6-3